# Zorin
A Zorin egy Linux-disztribúció, melynek alapja a Debian és az Ubuntu (LTS). Fizetős Pro változatán elérhetőek Windows és macOS stílusú felületek is. Egyszerűen kezelhető grafikus telepítője van. Jelenleg GNOME és XFCE felületet használ X86-64 architektúrával. Az  i386-os architektúrájú számítógépek a Zorin 10 változatáig voltak támogatottak. Ellentétben rengeteg Linuxszal, a Zorinnak nincsen szerverváltozata, csakis asztali. Írországban készülnek a verziók, az elsőt, a Zorin 1-et 2009. július 1-jén adták ki, ami GNOME asztali környezettel debütált.

## Verziók
| Verzió                       | Dátum                 | Újdonságok | Forrás |
| ---------------------------- | --------------------- | --- | ------ |
| Zorin OS 1.0                 | 2009. július 1.       | első kiadás | [ 2 ]  |
| Zorin OS Limited Edition '09 | 2009. december 7.     | | [ 2 ]  |
| Zorin OS 2                   | 2010. január 1.       | 5 változat: Core, Gaming, Multimedia, Educational, Ultimate | [ 2 ]  |
| Zorin OS 3                   | 2010. június 10.      | Zorin OS Look Changer hozzáadva, telepítési útmutató | [ 2 ]  |
| Zorin OS 4                   | 2010. december 22.    | Kibővített fájlkezelő, teljesítmény növelés | [ 2 ]  |
| Zorin OS 5                   | 2011. június 6.       | Core és Ultimate változat; új témák, frissített szoftver, Zorin alkalmazásokat érintő fejlesztések                                                                | [ 2 ]  |
| Zorin OS 5.1                 | 2011. augusztus 23.   | Linux Kernel frissítés, esztétikai javítások | [ 2 ]  |
| Zorin OS 6                   | 2012. június 18.      | Core és Ultimate változat; új asztali felület, "Zorin Look Changer"                                                                                               | [ 2 ]  |
| Zorin OS 6.1                 | 2012. november 8.     | kernel & szoftverfrissítések, biztonsági frissítések | [ 2 ]  |
| Zorin OS 6.2                 | 2013. február 27.     | "Zorin Menü" frissítése, stabilitást érintő fejlesztések | [ 2 ]  |
| Zorin OS 6.3                 | 2013. május 14.       | kernel frissítés | [ 2 ]  |
| Zorin OS 7                   | 2013. június 10.      | Core és Ultimate változat; szoftver frissítés, Linux kernel 3.8, design fejlesztés                                                                                | [ 2 ]  |
| Zorin OS 6.4                 | 2013. augusztus 28.   | kernel és szoftver frissítések | [ 2 ]  |
| Zorin OS 8                   | 2014. január 27.      | Core és Ultimate változat; szoftverfrissítések, felhasználói felületeet érintő fejlesztések, Zorin theme changer                                                  | [ 2 ]  |
| Zorin OS 9                   | 2014. július 15.      | Core és Ultimate változat; stabilitást érintő fejlesztések, Firefox támogatás, új témák                                                                           | [ 2 ]  |
| Zorin OS 10                  | 2015. augusztus 1.    | Default application refresh, performance & security improvements                                                                                                  | [ 2 ]  |
| Zorin OS 11                  | 2016. február 3       | Core and Ultimate változat; új alapértelmezett alkalmazások, felhasználói élmény javítása                                                                         | [ 2 ]  |
| Zorin OS 12                  | 2016. november 18.    | Új Zorin Desktop, aktivitási áttekintő, javítot keresés | [ 2 ]  |
| Zorin OS 12.1                | 2017. február 27.     | Hibajavítások, új asztali funkciók, teljesítményt érintő fejlesztések                                                                                             | [ 2 ]  |
| Zorin OS 12.2                | 2017. szeptember 8.   | Asztali felület javítása, teljesítményt és stabilitást érintő fejlesztések                                                                                        | [ 2 ]  |
| Zorin OS 12.3                | 2018. március 16.     | Beépített Wine kompatibilitás, Direct3D 10 & 11 támogatás | [ 2 ]  |
| Zorin OS 12.4                | 2018. szeptember. 13. | Linux kernel 4.15, teljesítményt érintő fejlesztések, software update process streamlining                                                                        | [ 2 ]  |
| Zorin OS 15                  | 2019. június 5.       | Teljesítményt érintő fejlesztések, Zorin Connect (Android értesítések szinkronizálása), új asztali témák, Touch Layout funkció, Flatpak támogatás, új betűtípusok | [ 2 ]  |
| Zorin OS 15.2                | 2020. március 5.      | Biztonsági és hardver kompatibilitás javítása | [ 2 ]  |
| Zorin OS 15.3                | 2020. szeptember 8.   | A frissített LibreOffice szoftverrel hatékonyabb együttműködés. Fejlettebb hardverkompatibilitás és biztonság.                                                    | [ 2 ]  |
| Zorin OS 16                  | 2021. augusztus 17.   | Vizuális változások, az Ubuntu 20.04 LTS-re alapozva, Flatpak támogatással.                                                                                       | [ 2 ]  |
| Zorin OS 16.1                | 2022. március 10.     | Erősebb biztonság és jobb hardverkompatibilitás. | [ 2 ]  |
| Zorin OS 16.2                | 2022. október 27.     | | [ 2 ]  |
| Zorin OS 16.3                | 2023. július 27.      | | [ 2 ]  |
| Zorin OS 17                  | 2023. december 20.    | | [ 2 ]  |
| Zorin OS 17.1                | 2024. március 7.      | | [ 2 ]  |
| Zorin OS 17.2                | 2024. szeptember 19.  | | [ 2 ]  |